# Piotr Lenar

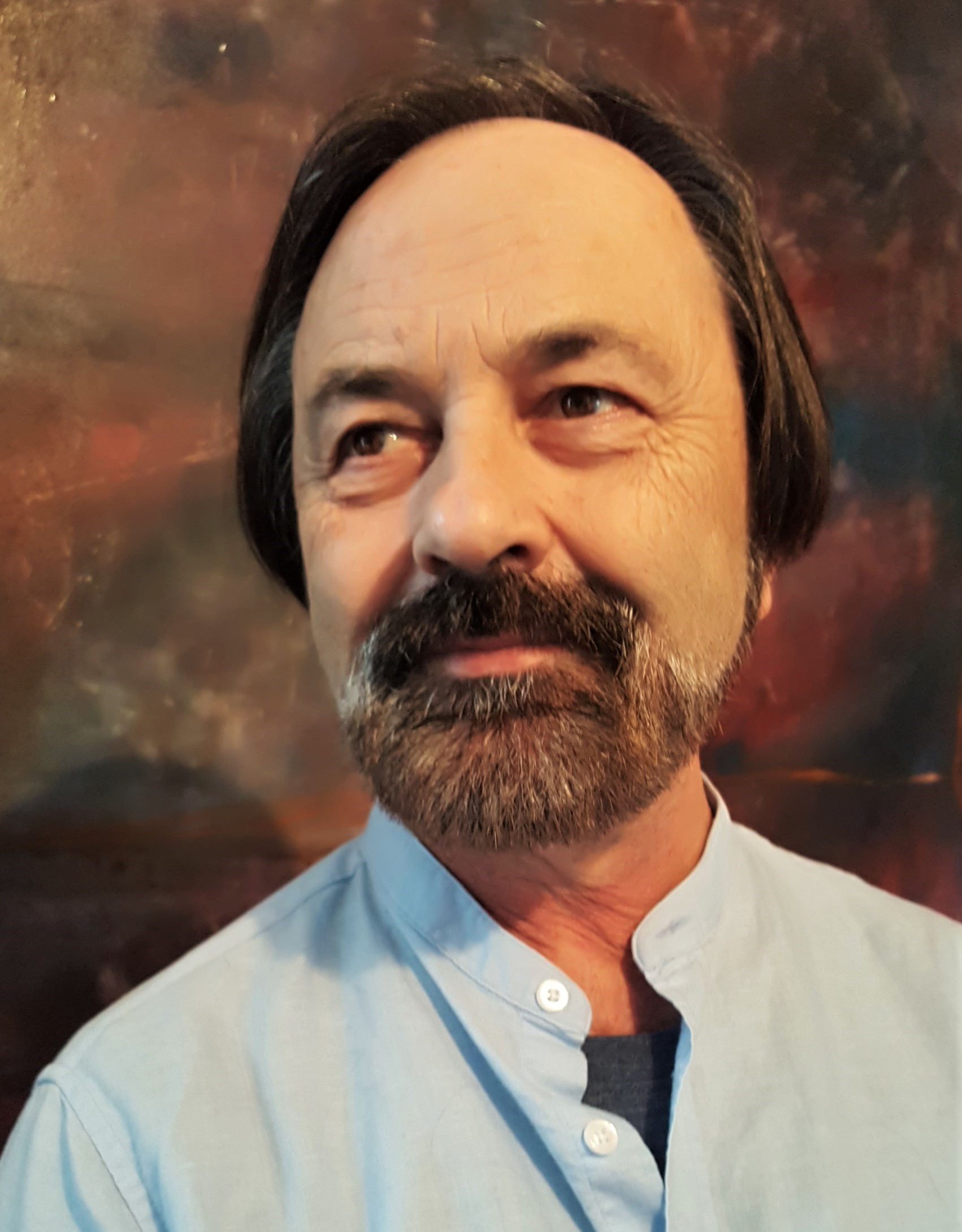
Piotr Lenar, 2023

Piotr Lenar (* 13. März 1958 in Krakau) ist ein polnischer Kameramann. Seit 1990 lebt und arbeitet er auch in Deutschland.
Piotr Lenar studierte in den 1980er Jahren Kameraregie an der Filmhochschule Łódź. In den 1990er Jahren arbeitete er mit Jan Jakub Kolski zusammen. Der Film Jańcio Wodnik (1993) (deutsch: Jancio der Wassermann) war einer der wichtigsten polnischen Filme in den 1990ern.
Lenar hat mit Urs Odermatt, Thomas Jahn, Dieter Wedel und Lenhard Fritz Krawinkel in Deutschland gearbeitet. Seine Kameraarbeit für Michael F. Huse führte ihn zudem in die USA.
Er ist Mitglied der Europäischen Filmakademie, dem Berufsverband Kinematografie und der Polish Society of Cinematographers (PSC).
2010 gründete er in Krakau die Filmschule AMA Film Academy.

## Filmographie
- 1986: Słowiański świt, Regie: Jan Jakub Kolski
- 1987: Idz, Regie: Grzegorz Królikiewicz
- 1988: Jemiola, Regie: Wanda Różycka
- 1990: Im Westen alles nach Plan, Regie: Hans Peter Clahsen, Michael F. Huse
- 1991: Si Mustapha, Regie: Erika Fahse
- 1992: Magneto, Regie: Jan Jakub Kolski
- 1992: Moje drzewko Pomarańczowe, Regie: Dorota Kędzierzawska
- 1992: Pograbek, Regie: Jan Jakub Kolski
- 1993: Can und Oleg, Regie: Yasemin Akai
- 1993: Cudowne miejsce, Regie: Jan Jakub Kolski
- 1993: Die Schlafwandlerin, Regie: Stefan Julian Neuschaefer
- 1993: Jańcio Wodnik, Regie: Jan Jan Kolski
- 1994: Der Koffer, Regie: Stefan Julian Neuschaefer
- 1994: Grajacy z talerza, Regie: Jan Jakub Kolski
- 1994: Kalter Krieg, Regie: Erika Fehse
- 1995: Exclusion, Regie: Hans Peter Clahsen, Michael F. Huse
- 1995: Szabla od komendanta, Regie: Jan Jakub Kolski
- 1996: Die Story von Monty Spinnerratz, Regie: Michael F. Huse
- 1996: Zerrissene Herzen, Regie: Urs Odermatt
- 1997: Herzbeben, Regie: Thomas Jahn
- 1998: Kai Rabe gegen die Vatikankiller, Regie: Thomas Jahn
- 1998: Tatort – Ein Hauch von Hollywood, Regie: Urs Odermatt
- 1998: Jets, Regie: Klaus Witting
- 1999: Sumo Bruno, Regie: Lenard Fritz Krawinkel
- 2000: Cały ten zgiełk, Regie: Piotr Lenar
- 2001: Verrückt nach Paris, Regie: Eike Besuden, Pago Balke
- 2002: Balko, Regie: Uli Möller, Thomas Jahn
- 2003: SOKO Leipzig – Die Tote aus Riga, Regie: Patrick Winczewski
- 2003: Ihr schwerster Fall, Regie: Patrick Winczewski
- 2003: Sabine!, Regie: Patrick Winczewski
- 2004: Coffee Beans for a Life, Regie: Helga Hirsch
- 2005: Fredo, Regie: Cecilia Malmström
- 2005: Kryminalni, Regie: Patryk Vega, Piotr Wereśniak
- 2006: Papa und Mama, Regie: Dieter Wedel
- 2006: Pitbull, Regie: Patryk Vega
- 2007: Pitbull 3, Regie: Kasia Adamik, Xavery Zulawski, Greg Zglinski
- 2008: Klinik am Alex, Regie: Roland Suso Richter, Uli Möller
- 2009: Milion Dolarow, Regie: Janusz Kondratiuk
- 2014: Serce Serduszko, Regie: Jan Jakub Kolski